# TV Integração Juiz de Fora
TV Integração Juiz de Fora é uma emissora de televisão brasileira sediada em Juiz de Fora, cidade do estado de Minas Gerais. Opera no canal 5 (30 UHF digital) e é afiliada à TV Globo. É uma das cinco emissoras da Rede Integração, sediada em Uberlândia, e atualmente cobre 102 municípios. A emissora tem seus estúdios localizados no bairro Mariano Procópio, e sua antena de transmissão está no alto do Morro do Imperador.

## História
A emissora foi criada em 14 de abril de 1980 com o nome de TV Globo Juiz de Fora. O fundador da emissora foi Roberto Marinho. 
Em 1998, como parte do "Projeto Regional do Futuro", a Rede Globo passa a investir na regionalização de seu jornalismo através de suas afiliadas espalhadas pelo país.  
No entanto, cinco anos após a regionalização, em 2003, a Rede Globo opta por vender suas afiliadas instaladas no interior a empresários ou grupos dispostos a administrá-las. Desta forma, a TV Panorama passa, então, ao controle do empresário Omar Rezende Peres, que também conquista a concessão de uma emissora de rádio e cria um jornal impresso em Juiz de Fora.
Em 2007, a Rede Integração adquiriu parte da TV Panorama, afiliada Globo de Juiz de Fora, expandindo a empresa também para a Zona da Mata, controlando assim 4 das então 8 emissoras da Rede Globo em Minas Gerais e se tornando a maior empresa de comunicação do interior mineiro.
Em 8 de fevereiro de 2012, a Rede Integração, cujo proprietário é Tubal de Siqueira e Silva, anunciou a compra dos 50% restantes da TV Panorama. Com isso, a Rede Integração passou a ser a única possuidora dos direitos de transmissão na Zona da Mata, Campo das Vertentes e Serra da Mantiqueira.
Hoje, a emissora é conhecida como TV Integração Juiz de Fora e continua a fornecer uma programação de qualidade para seus telespectadores, produzindo e exibindo vários programas locais, além de retransmitir a programação nacional da Rede Globo.

## Sinal digital
| Canal virtual | Canal digital | Resolução de tela | Programação                                                 |
| ------------- | ------------- | ----------------- | ----------------------------------------------------------- |
| 5.1           | 30 UHF        | 1080i             | Programação principal da TV Integração Juiz de Fora / Globo |

A emissora iniciou suas transmissões digitais em 27 de maio de 2013, através do canal 30 UHF, para Juiz de Fora e áreas próximas.
Transição para o sinal digital
Com base no decreto federal de transição das emissoras de TV brasileiras do sinal analógico para o digital, a TV Integração Juiz de Fora, bem como as outras emissoras de Juiz de Fora, cessou suas transmissões pelo canal 5 VHF em 17 de dezembro de 2018, seguindo o cronograma oficial da ANATEL.

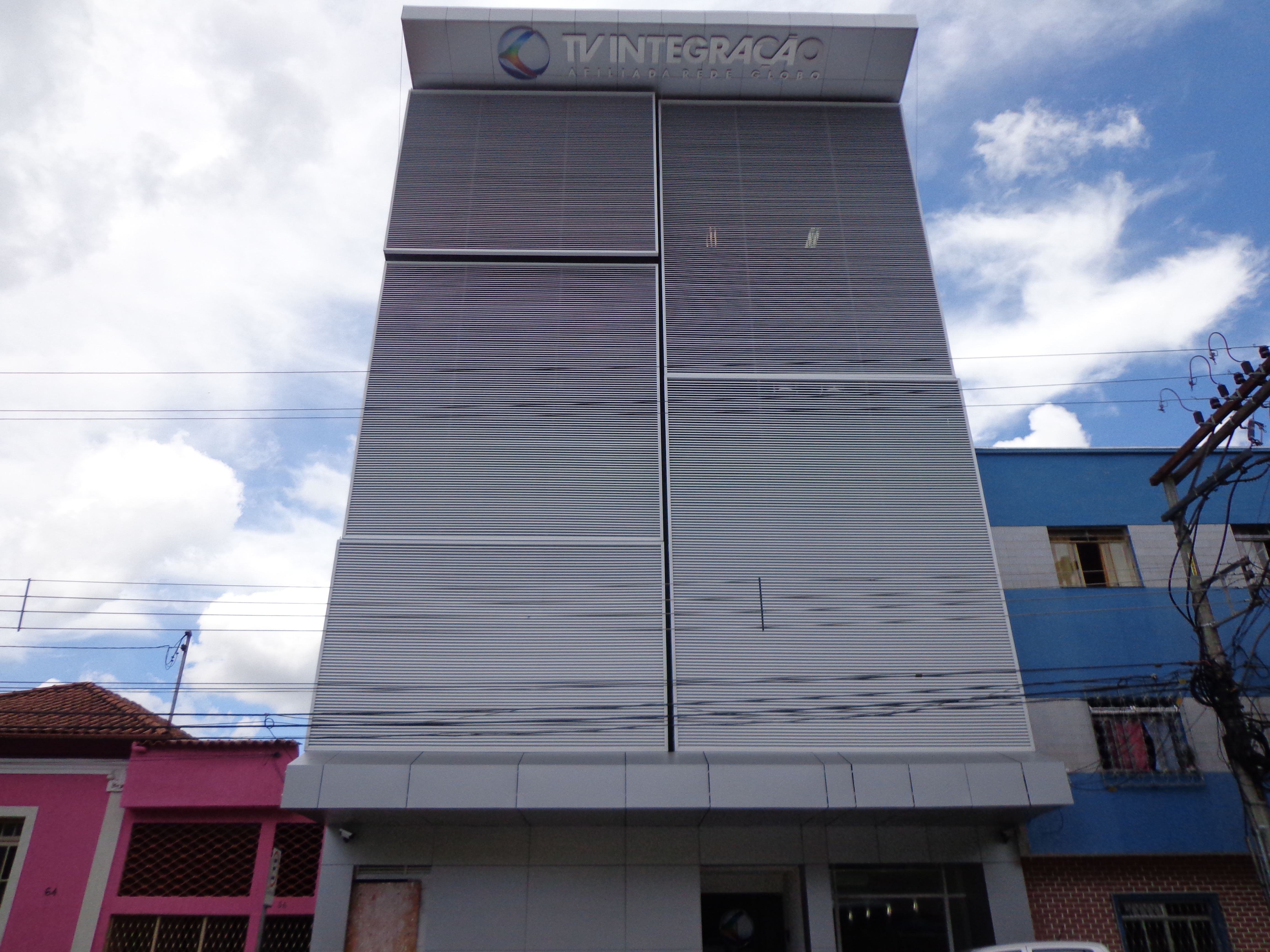
Sede da emissora, em 2013